# Corredor Quebec-Windsor
El Corredor Quebec-Windsor es la región más densamente poblada y fuertemente industrializada de Canadá. Tal y como su nombre indica, se extiende a lo largo de 1150 km desde la Ciudad de Quebec en el este hasta Windsor en el oeste. Con más de 18 millones de habitantes, supone más de la mitad de la población del país y tres de las cuatro mayores áreas metropolitanas de Canadá. En su importancia relativa con respecto a la economía e infraestructura económica del país, presenta muchas similitudes con el Corredor estadounidense del nordeste. El nombre fue inicialmente popularizado por Via Rail para englobar a las frecuentes relaciones ferroviarias servidas en el corredor entre la Ciudad de Quebec y Windsor que en el contexto ferroviario se denomina (en inglés: the Corridor «el corredor»).

## Geografía
El corredor se extiende desde la Ciudad de Quebec al noreste hasta Windsor al suroeste, siguiendo la orilla norte del río San Lorenzo los lagos Erie y Ontario.
Las tres principales áreas metropolitanas censadas (CMAs) del Corredor son (censo poblacional a partir del 2021):
- Área metropolitana de Toronto
- Gran Montreal
- Región de la Capital Nacional

Algunas ciudades significativas a lo largo del corredor son:
- Toronto
- Montreal
- Ottawa
- Mississauga
- Ciudad de Quebec
- Hamilton
- London
- Kitchener-Waterloo
- St. Catharines
- Oshawa
- Windsor
- Kingston
- Trois-Rivières
- Drummondville

Otras áreas significativas son: Lévis, Cornwall, Brockville, Belleville, Niagara Falls, Chatham–Kent, Sherbrooke, Laval, Gatineau, Peterborough, Cambridge, Guelph, Brantford, Barrie y Sarnia.
- Datos: Q1419251
- Multimedia: Quebec City–Windsor Corridor / Q1419251